# Толмацкий, Александр Яковлевич
Алекса́ндр Я́ковлевич Толма́цкий (род. 12 мая 1960, Москва) — советский и российский музыкальный продюсер, диск-жокей, президент продюсерской фирмы «Медиастар» (1995—2001). Отец и продюсер ДеЦла.
С 1976 по 1985 год занимался организацией «подпольных» рок-концертов и пошивом джинсов. С 1982 по 1985 год работал руководителем и ведущим дискотеки «Кругосветное путешествие» в ДК завода «Серп и Молот». Параллельно танцевал брейк-данс. В 1985 году был осужден на три года за нетрудовые доходы. С 1988 года организовывал концерты и дискотеки в составе продюсерской компании Юрия Чернавского «Рекорд». С 1988 по 1992 год был продюсером и концертным директором Олега и Родиона Газмановых.
В 1995 году Толмацкий стал президентом продюсерской фирмы «Медиастар» и владельцем музыкальной студии «Миксмедиа». Занимался продюсированием групп «Комбинация» (1993—1996), «Восток» (1996—1998), певицы Яны (1998—2002) и других исполнителей.
С 1999 по 2004 год продюсировал собственного сына Кирилла, известного под псевдоним «ДеЦл». За это время ДеЦл «звучал из каждого утюга». В том же году совместно с Владом «Шефом» Валовым создал хип-хоп-объединение «Bad B. Альянс», в рамках которого участвовал в записях двух песен в стиле рэп под псевдонимом «Папа Ди» (от «Папа ДеЦла»): «Rap Music» (1999) и «Уроки улиц» (2000). По итогам 2000 года Толмацкий был признан «Папой года» журналом «ОМ».
В 2005 году открыл радиостанцию «Радио Next» и стал генеральным продюсером московского клуба Infiniti. В 2011 году стал генеральным продюсером телеканала A-One и заместителем генерального директора издательства «Спорт-Экспресс». С 2015 года является продюсером рэпера Серёги. В ноябре 2024 года стал ведущим Rutube-шоу «Крёстный отец».

## Биография
Александр Толмацкий родился 12 мая 1960 года в Москве. Мать — Маира Яковлевна Толмацкая (урождённая Сэндак, род. 11 октября 1926), учительница французского языка. Родилась в еврейской семье, её отец бежал из Польши во время Первой мировой войны.
Учился в Московском институте народного хозяйства им. Плеханова и в Институте мясной и молочной промышленности.
Начиная с 1976 года, будучи молодым студентом Института мясной и молочной промышленности, принимал активное участие в организации «подпольных» концертов рок-групп «Машина времени», «Високосное лето», «Рубиновая атака» и других. Концерты проходили в районном ДК «Дружба» в Измайлово, где Толмацкий ставил музыку, комментируя что-нибудь в микрофон во время танцев. Работал с такими музыкантами, как Владимир Рацкевич (группа «Рубиновая атака») и Василий Шумов (группа «Центр»), при этом сам тоже играл в группах — на ударных, на бас-гитаре.
С 1976 по 1985 год жил на вырученные деньги от продажи джинсов, которые шил самостоятельно около десяти штук в день.
С 1982 года работал руководителем и ведущим дискотеки «Кругосветное путешествие» в Доме культуры московского завода «Серп и Молот». Тогда же увлёкся брейк-дансом после того, как увидел по видеомагнитофону клип с участием трёх чернокожих парней, которые «шли по улице и делали странные движения».
В 1985 году был осужден на три года за нетрудовые доходы. Во время заключения в Ульяновской области шил пуховые куртки. Был освобождён условно-досрочно в конце 1987 года.
С 1988 года организовывал концерты и дискотеки в клубах Москвы и Подмосковья в составе продюсерской компании Юрия Чернавского «Рекорд».
В 1988 году стал продюсером и концертным директором Олега и Родиона Газмановых. По словам Толмацкого, их знакомство произошло через месяц после того, как Олег Газманов написал песню «Люси». В ходе общения Газманов предложил стать его директором, в результате чего Толмацкий установил стоимость концерта в 50 рублей. Подбирая репертуар для выступлений Толмацкий узнал о том, что Газманов отдал свою песню «Эскадрон» для исполнения Маше Распутиной, но по совету нового директора забрал её обратно. После записи песни Толмацкий снял на неё любительский видеоклип для показа на телевидении в музыкальной программе «Утренняя почта». Для исполнения песни Толмацкий придумал использовать шинель и делать на сцене сальто. В 1988 году песня Родиона Газманова «Люси» заняла десятое место в списке «20 лучших песен апреля» в рубрике «Звуковая дорожка» согласно опросу читателей газеты «Московский комсомолец». Альбом Олега Газманова «Эскадрон» занял второе место в списке «Лучших грампластинок 1991 года», а песни из него — «Эскадрон», «Свежий ветер» и «Ламбада» — вошли в тройку лучших песен марта 1990 года. Помимо этого песня «Эскадрон» была выбрана «Лучшей песней 1990 года», а «Морячка» заняла десятое место в списке «Лучших песен 1991 года». В конце 1991 года Толмацкий поссорился с Олегом Газмановым на почве денег.
С 1993 по 1996 год Толмацкий был продюсером группы «Комбинация». С его помощью были выпущены альбом «Самая, самая…» (1994) и компиляция «Музыка для дискотек» (1995).
В 1995 году Толмацкий стал президентом продюсерской фирмы «Медиастар» («MediaStar») и владельцем музыкальной студии «Миксмедиа» («MixMedia»). Компания «Медиастар» стала главным поставщиком музыкального материала телеканала «Муз-ТВ».
С 1996 по 1998 год был продюсером группы «Восток». С его помощью были выпущены альбомы «Всё небо» (1996) и «До встречи» (1997), в которые вошли такие хиты, как «Миражи», «До встречи» и «Снежная королева». Весной 1998 года Толмацкий полностью заменил состав группы, пригласив в коллектив Ларису Иванову, Людмилу Ким, Владимира Саповского и Андрея Меркулова. В таком составе был выпущен альбом «Донна осень» (17 сентября 1998 года), при этом 10 композиций из 12 записаны «старым» составом, остальные две — сведение голосов бывших и нынешних участников. Летом 1999 года состоялась премьера альбома «Не ерунда». В обновлённом составе группа просуществовала до 2001 года.
В 1997 году под опекой Толмацкого находилось около 15 артистов. Среди них были как известные — «Восток», «Господин Дадуда», «Бахыт-Компот», Лариса Черникова, «Полиция нравов», так и молодые, но многообещающие — Галина Романова (бэк-вокалистка Газманова), Олег Воляндо, Юлия Ангел.
В 1998 году стал продюсером певицы Яны, главным хитом которой стала песня «Одинокий голубь». Певица сотрудничала с Толмацким до 2003 года.
В 1999 году Толмацкий убедил главного акционера компании «Медиастар», Рубена Оганесова, что настало время хип-хопа. Таким образом было создано хип-хоп-объединение «Bad B. Альянс» во главе с Владом «Шефом» Валовым. Используя серьёзные бюджеты, обширные связи и телевизионную поддержку, Толмацкий подписал команду рэперов, битмейкеров и вокалистов. Помимо этого создал музыкальное издательство «Студия Миксмедиа», которое выпускало альбомы артистов «Альянса». Стал заниматься популяризацией хип-хопа. В рамках этого объединения Толмацкий участвовал в записях двух песен в стиле рэп под псевдонимом «Папа Ди» (от «Папа ДеЦла»): «Rap Music» (1999) и «Уроки улиц» (2000).
В 1999 году подарил своему сыну Кириллу на день рождения запись песни «Пятница» и съёмку видеоклипа на него. Толмацкий придумал ему псевдоним «ДеЦл», поскольку у того был комплекс неполноценности из-за маленького роста. Затем попросил генерального продюсера «MTV Россия», Бориса Зосимова, пустить клип в эфир. Премьера состоялась в годовщину эфира телеканала, 25 сентября 1999 года. Через неделю Зосимов позвонил Толмацкому с просьбой забрать пачку писем, адресованных ДеЦлу. Кирилл тогда не писал ни тексты, ни музыку. Идеи всех текстов для Кирилла придумывал его отец, а Валов только облекал их в необходимую форму. В 2000 году вышел дебютный альбом ДеЦла «Кто ты?», а в 2001 году — второй альбом «Уличный боец». ДеЦл стал «звучать из каждого утюга» и был первым опытом Толмацкого в продвижении артиста с нуля. В 2004 году ДеЦл разорвал контракт с отцом и стал заниматься своей музыкальной карьерой самостоятельно.
В ноябре 2001 года Толмацкий оставил свой пост президента продюсерской фирмы «Медиастар» и вышел из состава учредителей компании. Свою долю акций он продал внутри компании. После его ухода контракты с ДеЦлом, «Шефом», группами Bad Balance, «Легальный бизне$$», «Белый шоколад» и другими стали принадлежать новой фирме продюсера — «D&D Music». Торговая марка «Hip-Hop Info» (лейбл, под которым ранее выпускались альбомы всех участников «Bad B. Альянса», и одноимённый журнал) также стала частью нового образования Толмацкого.
3 июня 2002 года «Альфа-банк», владевший 100 % акций канала «Муз-ТВ», продал их холдингу Игоря Крутого «АРС». По словам Толмацкого, Крутой выкупил пакет акций «Муз-ТВ» у Оганесова и Толмацкого и резко изменил репертуар телеканала, в результате чего развалился «Bad B. Альянс» и хип-хоп исчез из эфира.
В мае 2005 года совместно с «Газпром-медиа» запустил на частоте 105.2 FM радиостанцию «Радио Next», а в конце ноября стал генеральным продюсером московского клуба Infiniti.
С 2006 года является участником различных музыкальных телепередач федеральных каналов России. С 2006 по 2009 год снимался в российском телесериале канала «MTV Россия» «Клуб» в роли директора клуба Александра Яковлевича.
В 2011 году стал заместителем генерального директора издательства «Спорт-Экспресс».
C 2011 года — генеральный продюсер телеканала A-One, который сменил после его прихода формат с альтернативного рока на хип-хоп.
В 2015 году стал продюсером рэпера Серёги.
В ноябре 2024 года стал ведущим Rutube-шоу «Крёстный отец», в котором известные рэп-исполнители рассказывают, как достигли своего результата. Беседы проходят дома у Толмацкого. Гостями шоу стали ST, Анна Енина, Батишта, Dino MC47, Blago White и Бьянка.

## Критика
Подводя итоги 2000 года, газета «АиФ. Я — молодой» назвала «Bad B. Альянс» главным зачинщиком хип-хоп-переворота в России, после которого «каждый задался вопросом, что он сделал для хип-хопа в свои годы».
В 2006 году портал Rap.ru назвал Толмацкого «первым, кто попробовал превратить отечественный хип-хоп в шоу-бизнес на более высоком уровне».
В 2011 году российская газета «Новый взгляд» оценила вклад Александра Толмацкого, назвав его «первым, кто открыл российскому хип-хопу дорогу в шоу-бизнес», чьи проекты «Легальный Бизне$$», «ДеЦл» и «Bad B. Альянс» «вывели хип-хоп и R’n’B на иной, более качественный уровень».
В 2015 году портал The Flow назвал Толмацкого «продюсером, который первым, если вынести за скобки группу Мальчишник, попытался превратить рэп в коммерческий продукт».

## Личная жизнь
- Первая жена — Ирина Анатольевна Толмацкая (род. 14.10.1963). Познакомились в 1982 году, когда Толмацкий работал диск-жокеем (ведущим дискотек). С 1985 по 1990 год работала лаборантом в Институте гематологии, затем секретарём главного врача до тех пор, пока сын не пошёл в школу[6]. В 2004 году пара рассталась[6].
  - Сын — Кирилл Толмацкий, более известный как ДеЦл (22.07.1983 — 03.02.2019). Умер 3 февраля 2019 года от острой сердечной недостаточности, вызванной врождённым заболеванием сердца («гипертрофическая кардиомиопатия»)[51]. По причинам личного характера Кирилл не общался с отцом последние 15 лет своей жизни[52].
    - Внук — Антоний Кириллович Киселёв[53] (род. 17 июня 2005).

- Вторая жена — Анна Толмацкая (род. 30.06.1983)[54]
  - Сын Фёдор (род. 19 января 2006).
  - Дочь Анфиса (род. 15 апреля 2009)[55].